# Schloss Lüben

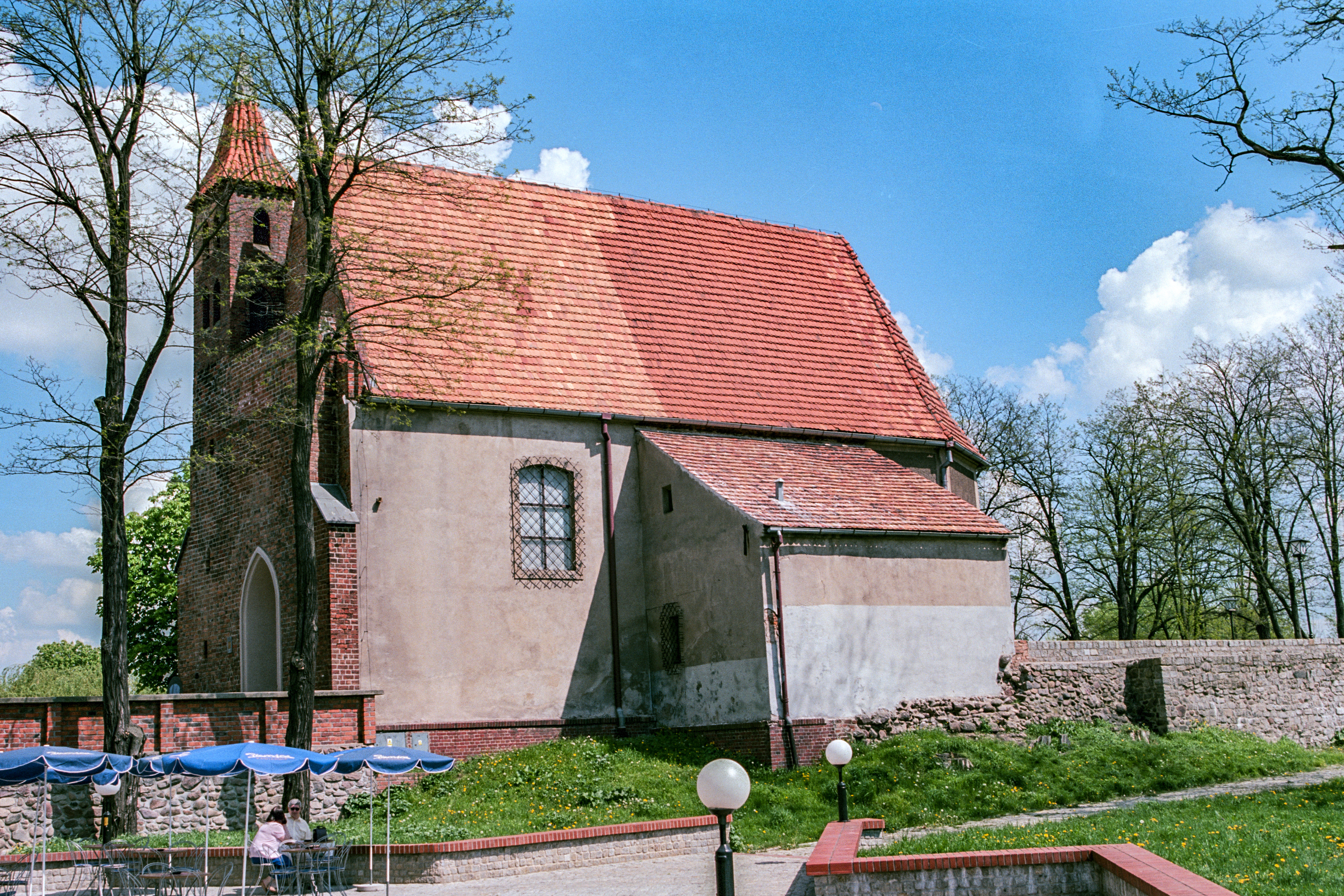
Die Schlosskapelle

Das Schloss Lüben war ein Schloss in Lubin (Lüben) in der Woiwodschaft Niederschlesien im heutigen Polen.

## Geschichte
Im Zuge der Gründung des Orts Ende des 13. Jahrhunderts wurde vermutlich unter Konrad II. im Südosten der Stadt die Burg als herzogliche Stadtburg erbaut. Grabungen belegen die Existenz eines viereckigen Bergfrieds. Ludwig I. von Lüben baute die Burg aus und errichtete die Schlosskapelle, die eine Inschrift mit der Jahreszahl 1349 trägt. Die Burg entstand in Backstein als unregelmäßiges Viereck, mit Umfassungsmauer, Wohngebäude im Südosten, der Schlosskapelle an der Südwestecke und nördlich angrenzendem Torbau. In der Nordwestecke wurde ein freistehender Turm mit der Umfassungsmauer verknüpft.
Im Jahr 1428 belagerten die Hussiten die Burg erfolglos, 1641 wurde die Burg von schwedischen Truppen erobert und zerstört, danach nicht mehr vollständig wiederhergestellt. Die Schlosskapelle wurde schon 1522 evangelisch, 1675 bis 1908 katholisch, und wurde 1945 zerstört. Von der Burg sind heute Umfassungsmauern, Fundamente und Keller erhalten.